# Студеничани (община)
Община Студеничани (мак. Општина Студеничани) — община в Північній Македонії. Адміністративний центр — село Студеничани. Розташована в центрі  Македонії, Скопський статистично-економічний регіон, з населенням 17 246 мешканців, які проживають на площі 276,16 км². Община межує зі столицею країни.